# Лабърия
Лабърия (на албански: Labëria) е историческа област в Южна Албания, включваща Гирокастро и простираща се от Вльора на север до днешната гръцка граница на юг и на изток до Тепелена.